# Ives Estates
Ives Estates è un Census-designated place degli Stati Uniti d'America situato nella parte settentrionale della Contea di Miami-Dade dello Stato della Florida.
Secondo le stime del 2010, la città ha una popolazione di 17.586 abitanti su una superficie di 7,30 km².